# Championnats du monde de duathlon 2025
Navigation
Édition précédente Édition suivante
Les championnats du monde de duathlon 2025, 35e édition des championnats du monde de duathlon ont lieu les 21 et 22 juin 2025 à Pontevedra en Espagne. Il intègre la 4e édition des championnats du monde de duathlon cross le 26 juin. La compétition se déroule dans le cadre des championnats du monde multisport organisés par World Triathlon du 21 au 29 juin 2025 à Pontevedra en Espagne.

## Palmarès duathlon
Les tableaux présentent le résultat des courses élites et U23 sur la distance sprint de 1,5 km de course à pied, 20 km de vélo, 2,5 km de course à pied.

### Élites
| Position           | Athlète                            | Temps    |
| ------------------ | ---------------------------------- | -------- |
| Médaille d'or      | Benjamin Choquert                  | 01:14:37 |
| Médaille d'argent  | Arnaud Dely                        | 01:14:41 |
| Médaille de bronze | Antonio Serrat                     | 01:14:41 |
| 4                  | Javier Martín Morales              | 01:14:51 |
| 5                  | Émile Blondel-Hermant              | 01:14:54 |
| 6                  | Thomas Laurent                     | 01:15:00 |
| 7                  | Léo Starck                         | 01:15:00 |
| 8                  | Vincent Bierinckx                  | 01:15:02 |
| 9                  | Mack Downey                        | 01:15:15 |
| 10                 | Valentin André                     | 01:15:27 |
| 11                 | Mohamed Nemsi                      | 01:15:36 |
| 12                 | Stef Corthouts                     | 01:15:40 |
| 13                 | Angelo Vandecasteele               | 01:15:53 |
| 14                 | Davide Menichelli                  | 01:15:56 |
| 15                 | Genis Grau                         | 01:16:03 |
| 16                 | Charlie Harding                    | 01:16:07 |
| 17                 | Thibaut De Smet                    | 01:16:12 |
| 18                 | Valentin Van Wersch                | 01:16:21 |
| 19                 | Silas Engel Plambæk                | 01:16:29 |
| 20                 | Ander Michelena Beltran De Heredia | 01:16:40 |
| 21                 | Elias Knoll                        | 01:16:42 |
| 22                 | Martin Oldenhove                   | 01:16:46 |
| 23                 | Arron Nitschke                     | 01:16:53 |
| 24                 | Krilan Le Bihan                    | 01:17:03 |
| 25                 | Issame Azarkane                    | 01:17:07 |
| 26                 | Matt Smith                         | 01:17:11 |
| 27                 | Matthew Nelson                     | 01:17:19 |
| 28                 | James Hodgson                      | 01:17:23 |
| 29                 | Sebastian Fuchs                    | 01:17:30 |
| 30                 | Ben Price                          | 01:17:34 |
| 31                 | Mickael Chaumond                   | 01:17:39 |
| 32                 | Edward Langdon                     | 01:17:52 |
| 33                 | Jarno Pousada Troitiño             | 01:17:58 |
| 34                 | Asger Jorn Vaes                    | 01:18:09 |
| 35                 | Fumiya Tanaka                      | 01:18:21 |
| 36                 | Shunsuke Okada                     | 01:21:53 |
| 37                 | Yanis Van Waetermeulen             | 01:23:29 |
| 38                 | Reo Ishizeki                       | 01:23:57 |
| 39                 | David Rodríguez Girón              | 01:25:00 |
| 40                 | Sean Price                         | 01:25:45 |
| 41                 | Eric Anel Acosta Tuñon             | 01:26:40 |
| 42                 | Shunsuke Iwatsuki                  | 01:26:47 |
| -                  | Valere Hustin                      | DNF      |
| -                  | Wais Khairandesh                   | LAP      |
| -                  | Patrige Chimwendo                  | LAP      |

| Position           | Athlète                    | Temps    |
| ------------------ | -------------------------- | -------- |
| Médaille d'or      | Giorgia Priarone           | 01:24:40 |
| Médaille d'argent  | María Varo Zubiri          | 01:24:45 |
| Médaille de bronze | Camille Laurent            | 01:24:52 |
| 4                  | Marion Legrand             | 01:25:10 |
| 5                  | Emma Wasser                | 01:25:15 |
| 6                  | Noemi Bogiatto             | 01:25:30 |
| 7                  | Meghan Bazire              | 01:25:44 |
| 8                  | Lisa Isebaert              | 01:26:19 |
| 9                  | Jeanne Dupont              | 01:26:24 |
| 10                 | Gemma Frigola García       | 01:26:36 |
| 11                 | Sara Reimondo Saa          | 01:26:37 |
| 12                 | Isabelle Price             | 01:26:43 |
| 13                 | Alice Bagarello            | 01:26:44 |
| 14                 | Anna Pabinger              | 01:26:51 |
| 15                 | Tania Molinari             | 01:27:01 |
| 16                 | Alevtina Stetsenko         | 01:27:13 |
| 17                 | Isabelle Franco            | 01:27:19 |
| 18                 | Aline Kootstra             | 01:27:21 |
| 19                 | Federica Frigerio          | 01:27:23 |
| 20                 | Paula Del Pozo Borrachero  | 01:27:53 |
| 21                 | Millie Smith               | 01:28:23 |
| 22                 | Sandrina Illes             | 01:30:05 |
| 23                 | Camille Roman              | 01:30:21 |
| 24                 | Pilar García Llorena       | 01:31:21 |
| 25                 | Ghizlane Assou             | 01:32:02 |
| 26                 | Lydia Louw                 | 01:33:17 |
| 27                 | Rachel Jia Yi Hew          | 01:34:10 |
| -                  | Anahi Alvarez Corral       | DNF      |
| -                  | Julia Klein                | DNF      |
| -                  | Lauren Cooper              | DNF      |
| -                  | Kitty Shepherd-Cross       | DSQ      |
| -                  | Narumi Kanke               | LAP      |
| -                  | Diana Carolina Cinco Pérez | LAP      |
| -                  | Sophia Capistrano          | LAP      |

## Palmarès cross duathlon
Les tableaux présentent le résultat des courses élites et U23 sur la distance sprint de 5,8 km km de course à pied, 23,2 km de vélo, 3,2 km de course à pied

### Élites
| Position | Athlète                     | Temps    |
| -------- | --------------------------- | -------- |
| 1        | Thibaut De Smet             | 01:32:50 |
| 2        | Sebastien Carabin           | 01:34:30 |
| 3        | Arthur Forissier            | 01:35:30 |
| 4        | Kevin Nyssen                | 01:36:00 |
| 5        | Michele Bonacina            | 01:37:12 |
| 6        | Federico Spinazzé           | 01:37:41 |
| 7        | Marin Gautier               | 01:38:28 |
| 8        | Benjamin Forbes             | 01:38:33 |
| 9        | Corentin Lefer              | 01:38:53 |
| 10       | Yannis Devoldere            | 01:39:06 |
| 11       | Sergio Correa González      | 01:40:00 |
| 12       | Davide Catalano             | 01:40:17 |
| 13       | Ryno Owen                   | 01:40:46 |
| 14       | Pedro De La Torre Llobregat | 01:43:13 |
| 15       | Daniel Kraviansky           | 01:44:15 |
| 16       | Krilan Le Bihan             | 01:45:28 |
| 17       | Quentin Audo                | 01:46:02 |
| 18       | Jamie Pugh                  | 01:46:07 |
| 19       | Paco Martí Ballester        | 01:46:14 |
| 20       | Joep Staps                  | 01:46:21 |
| 21       | Miguel Blanco González      | 01:46:41 |
| 22       | Geert Van Kuijk             | 01:49:20 |
| 23       | Abraham Garcia Garcia       | 01:50:43 |
| 24       | Simon Gourgues              | 01:50:52 |
| 25       | Samuel Montero Vera         | 01:52:38 |
| 26       | Patrige Chimwendo           | 01:57:54 |
| 27       | Daniel Luke                 | 02:02:13 |
| 28       | Bruno Skrinjaric            | 02:05:02 |
| -        | Jonas Van Derhaeghe         | DNS      |
| -        | Joan Wäger Pons             | DNF      |
| -        | Arthur Serrières            | DNF      |

| Position | Athlète                     | Temps    |
| -------- | --------------------------- | -------- |
| 1        | Anna Zehnder                | 01:49:58 |
| 2        | Noemi Bogiatto              | 01:51:26 |
| 3        | Laura Gillard               | 01:57:08 |
| 4        | Sofiya Pryyma               | 01:58:33 |
| 5        | Eva Sánchez Pastor          | 01:59:18 |
| 6        | Carina Wasle                | 02:01:10 |
| 7        | Pilar Arias Nieto           | 02:02:09 |
| 8        | Zoila Sicilia Martin        | 02:03:38 |
| 9        | Lisa Isebaert               | 02:04:16 |
| 10       | Kristína Lapinová           | 02:04:56 |
| 11       | Camille Roman               | 02:05:57 |
| 12       | Stepanka Bisova             | 02:07:07 |
| 13       | Isabel María Navarro García | 02:10:59 |
| 14       | Sara Bonillo Talens         | 02:15:54 |

## Duathlon U23
| Position | Athlète                            | Temps    |
| -------- | ---------------------------------- | -------- |
| 1        | Mack Downey                        | 01:15:15 |
| 2        | Davide Menichelli                  | 01:15:56 |
| 3        | Charlie Harding                    | 01:16:07 |
| 4        | Valentin Van Wersch                | 01:16:21 |
| 5        | Silas Engel Plambæk                | 01:16:29 |
| 6        | Ander Michelena Beltran De Heredia | 01:16:40 |
| 7        | Elias Knoll                        | 01:16:42 |
| 8        | Martin Oldenhove                   | 01:16:46 |
| 9        | Arron Nitschke                     | 01:16:53 |
| 10       | Sebastian Fuchs                    | 01:17:30 |
| 11       | Jarno Pousada Troitiño             | 01:17:58 |
| 12       | Yanis Van Waetermeulen             | 01:23:29 |
| 13       | David Rodríguez Girón              | 01:25:00 |
| 14       | Eric Anel Acosta Tuñon             | 01:26:40 |
| 15       | Shunsuke Iwatsuki                  | 01:26:47 |
| -        | Patrige Chimwendo                  | LAP      |

| Position | Athlète                    | Temps    |
| -------- | -------------------------- | -------- |
| 1        | Camille Laurent            | 01:24:52 |
| 2        | Noemi Bogiatto             | 01:25:30 |
| 3        | Jeanne Dupont              | 01:26:24 |
| 4        | Gemma Frigola García       | 01:26:36 |
| 5        | Isabelle Price             | 01:26:43 |
| 6        | Isabelle Franco            | 01:27:19 |
| 7        | Paula Del Pozo Borrachero  | 01:27:53 |
| 8        | Camille Roman              | 01:30:21 |
| 9        | Lydia Louw                 | 01:33:17 |
| -        | Kitty Shepherd-Cross       | DSQ      |
| -        | Narumi Kanke               | LAP      |
| -        | Diana Carolina Cinco Pérez | LAP      |
| -        | Sophia Capistrano          | LAP      |